# Битка код Манцикерта
Битка код Манцикерта одиграла се 26. августа 1071. године између византијске војске, предвођене царем Романом Диогеном (1068—1071) и Селџука предвођених султаном Алп Арсланом. Борбе су се водиле на простору између истоименог града и језера Ван, а окончале су се повлачењем византијске војске у ком је заробљен Роман Диоген због чега се сматра да су Византинци поражени. Битка код Манцикерта (често називана и Катастрофа код Манцикерта) се у историји сматра пресудним догађајем који је директно одговоран за каснију пропаст Византије која је произашла из те, по византијско царство, кобне 1071. године.

## Прилике пре битке

### Врхунац Византије
Током прве половине 11. века Византијско царство достигло је свој врхунац, највише захваљујући способним и ратоборним царевима из македонске династије. Тако се средином XI века царство простирало од обала Далмације на западу до (сиријске) Антиохије на југу и Јерменије на истоку обухватајући готово цео Балкан и Анадолију. Врхунац овог периода одиграо се 1045. године када је Константин Мономах придодао византијској држави град Ани у Јерменији.

### Појава Селџука
Абасидски калифат, попут Омејада пре њега представљао је непремостиву препреку за продор азијских номадских племена на Блиски исток усмеравајући их на север у бескрајне руске степе. Захваљујући својим колонијама на Криму (Херсон) Византинци су могли да мотре и спутавају номадска племена у њиховом напредовању ка Европи јер је још Константин Порфирогенит у свом делу „О Управљању Царством“ констатовао да око Црног мора постоји прегршт народа које је могуће потплатити или их на други начин ангажовати да зауставе напредовање другог народа и тиме одраде прљави део посла за Византијско царство.
Међутим у трену када су се снаге Абасида истрошиле на њиховој граници појавили су се Селџуци, који су 1040. године отпочели са пљачкашким походима широм данашњег Ирана и Ирака. Ускоро су проширили своје походе и на краљевину Јерменију, а један њихов одред стигао је и до византијског Трапезунта 1054. године. Већ наредне године Абасиди су поклекли предавши врховну власт бегу Великих Селџука Тугрулу, који постаје први турски султан сместивши своју престоницу у Багдад чиме су Селџуци постали озбиљан фактор на Блиском истоку.

### Пропаст краљевине Јерменије
Моћни Василије II Бугароубица приморао је 1022. године јерменског краља Јована III Смбата да потпише уговор по коме би Василију припао град Ани, уколико Јован умре без директног наследника. Његова смрт 1040. године покренула је грађански рат у Јерменији из кога је као победник изашао Гађик II. Иако је победио све претенденте он није био у позицији да задржи власт јер су по земљи вршљали Византинци и Селџуци, које је Мономах подстакао да 1044. године нападну Ани. Годину дана касније Гађик је пристао да испуни одредбе уговора који су 1022. године закључили Василије и Јован чиме се Византија проширила на исток, а краљевина Јерменија је престала да постоји, док је он сам награђен поседима и титулама у Кападокији.
На простору некадашње краљевине Јерменије сада је владао хаос. Византинци су поред своје власти одлучили да заведу и своје виђење хришћанства због чега је Мономах одмах по преузимању Анија започео чистку јерменског свештенства које је припадало монофизитима који су у Византији сматрани сектом. Поред верског прогона на том простору су сада оперисали и Селџуци којима су пришли и неки јерменски одреди.

### Грађански сукоби у Византији
У Византији XI века постојале су две снаге сукобљене око власти, које су се смрћу Константина Мономаха 1055. године и нестанком моћних македонских владара нашле у позицији да постављају своје марионетске цареве на трон. Те снаге чиниле су:
- цивилна аристократија на западу царства
- војна аристократија на истоку царства

Војну аристократију чинили су некадашњи пронијари који су својом војном службом задобили богате поседе у Анадолији (у источном делу царства) у којој су љубоморно чували своје позиције. Са друге стране налазила цивилна аристократија која је моћ стекла у цивилној служби, а поседе је добијала на Балкану (у западном делу царства), пошто јој војна аристократија није дозвољавала стицање поседа у Анадолији која је сматрана богатијом од непрегледних балканских кршева.
Нови цар, после Мономаха, постаје Михајло VI Врингас, као представник цивилне аристократије. Иако је кратко владао, Михајло је уочио опасност коју са собом носи нестабилност на истоку и појава Селџука, због чега се на једном од састанака војних и цивилних званичника обратио својим војсковођама речима:
Или у рат против Персијанаца (Селџука прим. аут.) идите и земље пустошење спречите или ћу ја плате ваше Персијанцима дати да земље те на миру оставе
Војни заповедници истока и главни представници војне аристократије Исак Комнин и Катакалон Кекавмен схватили су ово као директан напад цивилне на војну аристократију и након непуних месец дана на истоку царства је букнула побуна која је прогласила Исака Комнина за цара, који је ускоро након једног дворског пуча постао цар.
Међутим Исакова војна способност није било довољна да се зауставе Селџуци који су још јаче отпочели са пљачкама када су схватили да се Византинци боре међу собом и да нема ко да им се супротстави, опљачкавши 1057. године Мелитену у Месопотамији. Схвативши да је неопходна велика реформа како цивилне тако и војне власти Исак је започео промене, али је био сувише стар и без довољне подршке осталих структура власти да би их спровео до краја и оне падају у воду његовом смрћу 1059. године.
За његовог наследника и новог цара изабран је Константин X Дука, као представник цивилне аристократије и моћне породице Дука. Нови цар се посветио спровођењу правних реформи, запустивши одбрану на чију штету је покушао да спречи економско посртање земље распустивши стотине стајаћих трупа, додатно ослабивши одбрамбену моћ Византије. Ствари су се додатно погоршале 1064. године када Селџуци освајају и пљачкају Ани, чиме је створена рупа у византијском одбрамбеном систему на истоку, који се протезао од Карса до Едесе, кроз коју су Селџуци могли да угрожавају унутрашњост Мале Азије.
Византијски систем одбране на анадолијској висоравни, који се састојао од низа утврђења повезаних добрим путевима, био је непрелазан за војске Персије и калифата (Омејада и Абасида), јер је приморавао непријатеља да са собом носи велике количине намирница (што је било немогуће), јер анадолијска висораван са својом климом нудила врло мало хране за такав тип војске. Међутим Селџуци су се на том простору осећали као код куће, јер су анадолијска беспућа веома подсећала на њихову азијску постојбину.
Константин Дука умире 1067. године остављајући своју жену Евдокију Макремболицу као регента њиховом малолетном сину Михајлу Дуки, али су главни део власти фактички држали брат бившег цара Јован и један од дворана Михајло Псел као представници породице Дука. Покушавајући да спречи утицај Дука на државну политику Евдокија је кренула у потрагу за савезником који би био противтежа Дукама, али је тај неко морао бити и без довољне снаге да крене у акцију против ње и њеног сина. Избор је пао на војсковођу Романа Диогена, који је био пореклом из аристократске породице из Кападокије, а у том трену је ишчекивао извршење смртне казне због умешаности у побуну против Константина Дуке. Избор између царског венца и џелатовог мача био је лак и Роман је убрзо оженио Евдокију и преузео власт. Прва одлука новог цара била је покретање обнове велике војске тагмате која је запостављана још од смрти Василија II 1025. године, јер су је његови наследници сматрали непотребном, а и плашили су се њене политичке снаге јер је цар био онај иза кога стоји таква сила.
Обнову велике војске Дуке су тумачиле као царев покушај да војном снагом спречи и сузбије њихов утицај, а не као покушај да се уништи опасан непријатељ државе, јер су Селџуци и даље оперисали на просторима који су недавно придодати царству.

## Ранији Диогенови походи против Селџука
Диоген је због тога већ 1069. године покренуо кампању против Селџука на просторима некадашње краљевине Јерменије, али није успео да сустигне и изазове брзе селџучке коњанике на отворену битку. Неуспех Диогена да их уништи окарактерисан је као царев фијаско, о чему сведоче и речи Михајла Псела, једног од највиших дворана тог доба и историчара, који је пратио је цара на походу 1069. године:
Роман нити је знао куда маршира, нити шта му је чинити.
Акција је окончана закључивањем мира јер је нови султан Алп Арслан био окренут сукобу са египатским Фатимидама, због чега је желео да обезбеди леђа од Византије. Иако је мир закључен и султан се обавезао да ће спречити пљачкашке упаде, они су се наставили јер су поједини кланови признавали султанову врховну власт само када им је то одговарало.
Стање у Цариграду се након овога толико погоршало да су Дуке отворено почеле да кују заверу о свргавању Диогена. О озбиљности ових дешавања говори и чињеница да је акцију против Селџука 1070. године водио Манојло Комнин. Ова акција окончала се потпуним неуспехом када је Манојло у сукобу са једним одредом Селџука заробљен. Манојло је успео да убеди Селџуке да га ослободе, који су касније пришли Диогеновој војсци, док су њихове вође од цара добиле титуле и почасти. Овај привидни успех дао је још времена Диогену и он се одлучио да сам предводи кампању против Селџука 1071. године, иако је вероватно био свестан да би га поновни неуспех коштао престола, а можда и саме главе.
Арслан је обновио непријатељства према Византији и опсео Едесу, али у фебруару 1071. године до њега је стигао Романов предлог о обнови мира из 1069. године. Султан са задовољством прихвата понуду, прекида опсаду и окреће се ка Алепу и Фатмидама убеђен да су му леђа ка Византији безбедна. Када је до Романа у марту 1071. године стигла потврда обнове мира, он покреће војску, која је до тада камповала пред Цариградом, ка просторима некадашње краљевине Јерменије које су сада држали Селџуци. Основа Романовог плана била је да поврати тврђаве на истоку док је Арслан заузет борбама са Фатмидама у Сирији и да се након тога, обезбеђених леђа и бокова, упути на југ и сукоби са главнином Арсланових трупа за које се надао да ће бити додатно ослабљене борбама у Сирији.

## Увод у битку
Византијска војска стигла је у јулу у Теодосиопољ. Током пута, сукоби који су постојали унутар Царства почели су избијају на површину, што се показало у ситним саботажама луксузног царевог каравана који је преносио његове личне ствари, тако да су тензије између Диогена и њему оданих војсковођа са једне и Дука и њихових симпатизера са друге стране постале велике. Покрет византијске војске није промакао Арслану и он је подигао опсаду Алепа и у нереду се повлачио ка Еуфрату да би спречио да му Византинци одсеку одступницу. Поред тога делови његове војске су напустили његове редове, када им је постало јасно да се са офанзивног рата који са собом носи пљачкање освојених територија прелази на одбрамбени рат у коме нема плена. Према проценама султан је тада командовао војском која је бројала између 10.000 и 15.000 људи, насупрот византијским снагама којих је било око 40.000.
Неки од војсковођа, међу којима је био и Нићифор Вријеније, изнели су предлог да се Арслан сачека у Теодосиопољу и ту потуче, али је Диоген одлучио да се војска покрене ка Манцикерту који су држали Селџуци. Византинци су без проблема стигли до језера Ван код кога је Диоген поделио војску на два дела:
- Јован Тарханејотис је повео половину војске да заузме Хилат на југу, одакле се очекивао долазак Селџука
- Роман Диоген је повео другу половину војске ка истоку да заузме утврђени Манцикерт

Напредујући ка југу, трупе предвођене Тарханејотисом сусреле су се са јаком Селџучком војском. Проценивши да су Селџуци прејаки, Тарханејотис се није упустио у борбу. Уместо да се повуче ка Манцикерту и другом делу војске он, не консултујући Диогена, окреће своје снаге на запад и повлачи се ка Цариграду не пославши гласнике Диогену, који је за његове потезе сазнао тек након битке. Посада Манцикерта је на појаву византијске војске отворила капије и предала град, тако да је Диоген 23. августа ушао у град и ту се стационирао чекајући извештај или долазак јужне војске. Роман Диоген је сматрао да се главнина Арсланових снага налази много јужније и да ће јој требати времена да пристигне. Његов противник је напротив био много ближи и за разлику од Диогена потпуно обавештен о кретањима и бројном стању византијских снага. Поред тога Арслан је на својој страни имао и бројчану надмоћ јер, иако је остао без дела војске након повлачења од Алепа и командовао силом између 10 и 15.000 људи, он је успео да на путу ка северу прикупи нове снаге чији се број код Манцикерта процењује на око 70.000 што је било скоро дупло у односу на број Византинаца, а скоро четвороструко више када се Тарханејотис повукао из ратних операција.

## Ток битке
Већ наредног дана су се одреди под Вријенијевом командом, који су одаслати на југ по заузећу град, сусрели са селџучким одредима и повукли ка северу. Рачунајући да је Арслан још далеко Роман издаје команду Јерменину Василакису да са коњицом уништи или растера те Селџуке. Надмоћније селџучке снаге лако су уништиле послату коњицу, заробивши том приликом Василакиса. Уочивши надолазеће Селџуке Византинци су заузели борбену формацију. Цар је ка противнику покренуо лево крило под Вријенијевом командом, али су га Селџуци брзо приморали на повлачење. У међувремену је пало вече, што су Арсланове трупе искористиле да се сакрију, избегавши директну борбу са главнином византијских трупа.
Током ноћи Селџуци су остварили контакт са својим сународницима у византијској војсци наговоривши их да промене страну. Арслан је ујутру послао посланство Диогену, али је овај одбио да их прими. Цео 25. август је протекао у процењивању противника из даљине, тако да није било борби, осим око реке Мурат Цај. У тим борбама су Византинци победили и успели да спрече селџучки покушај да их одсеку од извора воде. Роман је, поставши свестан да је ово ипак главнина Арсланове војске, покушао да успостави контакт са Тарханејотисом и врати га назад или барем да сазна шта се са њим догодило. Иако од Тарханејотиса није било ни трага ни гласа, цар је био убеђен да се он пробио превише јужно и да се сада враћа ка северу.
Сутрадан је Диоген одлучио да отпочне битку и Византинци су заузели борбену формацију.
- Левим крилом командовао је Нићифор Вријеније
- Центром Роман Диоген
- Док је десним крилом управљао Теодор Алијатес.
- Резервне снаге и чување одступнице поверено је Андронику Дуки.

Насупрот њима Селџуци су заузели формацију полумесеца на око 4 km удаљености са брзим стрелцима на коњима који су стално обасипали напредујуће Византинце стрелама стално се повлачећи избегавајући тако директну борбу прса у прса. За разлику од Диогена који је сам предводио своју војску, Арслан ја битку надгледао и њом управљао са једне узвишице која се налазила на безбедној удаљености. Док се селџучко средиште полако повлачило пред византијском војском која је напредовала ка њему, за то време су кракови Арслановог полумесеца повлачећи се полако били спремни за брзо опкољавање противника. Византинци су полаганим напредовањем у предвечерје заузели место на коме се налазио Арсланов камп и његове остатке, али је зато стање међу војницима било на крајњој граници издржљивости. Византијским војсковођама је било готово немогуће да задрже и обуздају делове својих трупа од јуриша за селџучким стрелцима коњаницима чиме би борбена формација била нарушена, што је и био Арсланов циљ, који би у том трену уз помоћ снага на краковима своје формације извршио опкољавање и разбијање Византинаца.
Примицање ноћи приморало је Диогена да нареди повлачење својих трупа на безбедне положаје током ноћи. Заустављање Византинаца није прошло неопажено и Селџуци су одмах одреаговали силовитим нападом на византијска крила. Десно крило, под Алијатесовом командом погрешно је протумачило Диогенове наредбе и није отпочело са повлачењем. Муњевити селџучки напад није дозволио Византинцима да се снађу и поврате формацију тако да се десно крило издвојено суочило са нападом. Услед целодневног напредовања под кишом стрела које је изазвало пад морала, десно крило се врло брзо распало. Брзи непријатељски напад и конфузија у сопственим редовима натерали су Романа да изда наредбу резерви која је чувала одступницу да се укључи у борбу. Међутим њен командант Андроник Дука, као царев политички противник, није одреаговао на њу и наставио је да се полако повлачи ка кампу, остављајући остатак војске да сам изађе на крај са Селџуцима. Сада су се византијске трупе нашле у окружењу, а положај средишта је постао неодржив када је лево крило, под вођством Нићифора Вријенија, успело да пробије Селџучке редове и повуче се ка кампу. У страховитој борби која је настала средишњи део војске је готово потпуно уништен, а сам Диоген је рањен. По окончању борби Диоген је препознат међу заробљеницима и изведен пред султана. Том приликом одиграо се чувени хипотетички разговор између њих двојице.
Шта би ти учинио да су мене довели пред тебе као заробљеника?
Можда бих те убио или би те приказао у поворци улицама Цариграда.
Моја казна је далеко стравичнија. Ја ћу ти опростити и ослободити те.
Иако су Селџуци извојевали одлучну победу код Манцикерта, Арслан се није одлучио да поново заузме Манцикерт, већ је одмах пришао склапању мира са Романом.

## Византијски губици током кампање
Битка код Манцикерта се због својих последица често назива и Катастрофа код Манцикерта, али је битно истаћи да Византија код Манцикерта није доживела војни, већ политички пораз и да кривац за каснији пропаст царства није војна неспособност (војника и војсковођа), већ борба око власти две интересне групе племства („Великаши проклете им душе“) унутар самог царства. О томе сведоче процене губитака у људству које је царство претрпело у борби.
1. Око 20.000 војника под Тарханејотисом се пред Селџуцима повукло без губитака ка Цариграду
2. 500 Нормана под вођством Урсела од Бајела је извиђало терен ка Хилату током борби и повукло се неоштећено из зоне дејстава
3. Око 1.000 плаћеника, турских Уза, је пребегло на Арсланову страну пре битке
4. Око 5.000 војника који су чували одступницу под Дукином командом се није ни укључило у битку
5. Од око 5.000 војника на левом крилу (Нићифор Вријеније), процењује се да је током борби првог дана и у пробоју страдало око 1 000
6. Део Варјашке страже око Диогена је у потпуности уништен, пошто му је Арслан после битке дао друге чуваре, а процењује се да их је било око 500
7. Одред турских плаћеника, њих 2000 до 3.000, под Романовом командом се борио до краја и био је, попут Варјашке страже, скоро потпуно уништен
8. Од око 5.000, претежно Јермена, који су чинили десно крило (Теодор Алијатес) живот је бекством спасило њих око 1.000
9. Чувари логора и цивили који су га опслуживали су се у потпуности спасили јер су их на пораз упутиле снаге које су се повлачиле из битке

Укупни губици византијске војске код Манцикерта износили су око 10.000 људи, од чега је око 8.000 погинуло или заробљено, док је њих око 2.000 дезертирало током битке.

## Дешавања после битке

### Романово заробљеништво
Иако је Роман био поражен у борби, Арслан га је примио и указао му све почасти као да му је дошао у пријатељску посету. Двојица владара су усагласила тачке мира који је одговарао обема странама. Византији би били враћени простори Јерменије, извршила би се размена неколико спорних пограничних утврда, Арслан се обавезао на задржавање Селџука ван Византије, а уговорен је брак између султановог сина и Романове ћерке, слање помоћних одреда, а као откупнина за самог Романа било би исплаћено 1.000.000 солида.
По закључењу мира Арслан је задржао Романа још недељу дана код себе у својству госта, након чега га је на пут испратио са великим поклонима и војном пратњом, пошто је део варјашке страже који је чувао цара погинуо у борби. Тих недељу дана ће Романа коштати и трона и живота врло ускоро, док ће самој држави донети грађански рат који ће је неповратно разорити. Роман је одмах послао поруку Сенату извештавајући о успешно закљученом миру и свом повратку, пожуривши да што пре стигне у Цариград, али је био свестан ситуације због чега је успут скупљао војску и остатке своје армије који су га чекали у Докеји.

### Преврат у Цариграду
Вест о поразу код Манцикерта стигла је у престоницу и Дуке су је одмах искористиле за спровођење пуча. Регенство је укинуто, а тада двадесетогодишњи престолонаследник Михајло је проглашен за цара Михајла VII Дуку, док се Јован Дука брзо упутио у престоницу из свог изгнанства у Битинији. Међутим, млади цар и Пселов ученик није био вољан да води државу, већ је све одлуке, на опште згражавање цивилног племства, препустио својој мајци Евдокији. Прва одлука коју је Јован донео по доласку у Цариград била је наредба о хапшењу царице-мајке и збацивању Романа. На тај начин је Михајло постао једини владар, а иза њега је стао Јован са титулом цезара коју је себи доделио.

### Романова побуна и његова мученичка смрт
Роман није био спреман да се тако лако одрекне престола и са војском која га је пратила наставио је марш ка Цариграду са циљем обнове своје и Евдокијине управе. У сусрет му је пошла војска на чијем се челу налазио најмлађи Јованов син Константин. До битке је дошло недалеко од Амасије и Романове трупе су поражене и приморане на повлачење. Бивши цар се повукао у своју родну Кападокију у којој је презимео и на пролеће наредне године отпочео је нову кампању. Међутим претрпео је пораз од трупа које је овог пута предводио Андроник Дука, човек који га је код Манцикерта издао, после чега се споразумео са младим Михајлом односно Јованом о окончању борби.
Договором је гарантована безбедност њему и његовим следбеницима, а њему је дозвољен повратак у престоницу. Ово су у име младог цара својим потписима потврдила три митрополита. Међутим бивши цар није стигао до Цариграда, јер је током пута ухваћен и по налогу владајућих људи ослепљен усијаним гвожђем, после чега је спроведен у манастир на острву Проти у коме је врло брзо у лето 1072. године умро од задобијених рана. После његовог ослепљивања Псел му је честитао на мучеништву, јер му је Бог:
одузео очи да би му даровао вид небеске светлости.

### Турско освајање Мале Азије
Мир који је Роман закључио са Арсланом био је испоштован од стране селџуџчких султана, како од стране самог Арслана, тако и од стране његовог сина Малик Шаха (1072—1092) који га је наследио после Арсланове смрти 1072. године, јер су обојица сањала о покоравању фатмидског Египта. Међутим иако централна власт није била заинтересована за нападе и пљачкања по Византији локални емири, жељни богатстава, јесу. Тако су кренули у пљачке са још већом жестином него раније, јер сада није било никога ко би их војним путем спречио. Тако се дешавало да пљачкашке хорде стигну чак до Аморијума у средишту Мале Азије (у висини Битиније на Црном односно Аталеје на Средоземном мору) без борби са било каквом организованом византијском силом, а поједине турске чете допрле су и до Христопоља, града насупрот Цариграду на малоазијској обали Босфора.
Иако су турски походи прво били пљачкашки, ускоро су се почели са собом да доводе и своје породице и насељавају их на просторе које су претходно опустошили, док су истовремено њихови емири почели да на простору некадашњег царства праве своје државе. Тако се у почетној фази борби после Манцикерта централна власт ослањала на турске најамнике који су и тако стизали до западних делова Мале Азије, да би се касније претенденти ослањали на турске емире који су заузимали упражњене територије Византије за себе. Тако су се и претенденти Вотанијат и Мелисин уз подршку Сулејмана подигли против централне власти, а он је користећи се ситуацијом постао господар скоро целе Мале Азије од простора некадашње краљевине Јерменије на истоку до Битиније на западу. На том простору је основао Румски (Римски) султанат са седиштем у Никеји. На тај начин Византија је остала без Мале Азије и целокупног стратиотског система.

### Словенски устанак 1072.
Стање у Византији после битке постало је катастрофално, због чега је централна власт била приморана да појача намете и дажбине не би ли дошла до преко потребних средстава за финансирање војске. Највећи притисак пао је на словенско становништво које је једва издржавало и старе намете, а поврх свега је још од 1037. године изложено процесу хеленизације. Због свега тога у Поморављу 1072. године избија последњи од три велика словенска устанка која су у X и XI веку погодила Византију, а на његово чело стаје Ђорђе Војтех.
Устаници су се повезали са српским кнезом Михајлом Зетским који им је послао свог сина Бодина, кога су устаници у Призрену прогласили за цара, са одредом од 300 људи и војводом Петрилом. Устанак се врло брзо проширио и стигао до Костура на југу и Београда на север, док је сам Михајло истовремено отпочео напад на драчку тему.
Међутим током опсаде Костура устаници бивају потучени и приморани на повлачење, а у одсудној бици код Пауна, недалеко од Косова Поља, византијске снаге предвођене Нићифором Вријенијем савлађују устанике и заробљавају Бодина.

### Обнова грађанских ратова
Насилни долазак Дука и њихових следбеника на власт и потпуна незаинтересованост централне власти за пружање подршке и заштите малоазијским просторима против турских пљачкашких хорди довеле су до побуна широм источних делова Византије и стварања нових државица на том простору које су деловале и организовале своју одбрану независно од цариградске власти. Тако је Теодор Габрас преузео власт над територијама између Трапезунта и Теодосијопоља, док је јерменин Филарет Брахамијус загосподарио простором од Едесе до Антиохије. Иако су се они отргли од централне власти, њихов циљ није било преузимање власти у Византији, већ пука организација одбране од турских напада. Иако су они успели да заштите делимично своје земље њихова несарадња омогућила је турским освајачима да продру у дубину малоазијског полуострва.
Истовремено су многе виђеније војсковође покушале да побунама преузму царски трон. Покушавали су то
- Урсел од Бајела, у име цезара Јована Дуке 1072. године
- Нићифор Вријеније, на Балкану у јесен 1077. године
- Нићифор Вотанијат, у Малој Азији јануара 1078. године
- Нићифор Василакије
- Нићифор Мелисин, у Никеји 1080. године

Вотанијатов улазак у Никеју марта 1078. године покренуо је присталице војног племства и оне су у пучу свргнуле са власти Михајла Парапинка, а за новог цара проглашен је Вотанијат. Он се оженио Михајловом женом, док је бивши цар приморан да се замонаши у Студитски манастир.
Талас побуна и борби око власти окончао је Алексије Комнин који је током десет година верно служио централну власт у гушењу побуна, али је истовремено градио себи везе и простор за повратак Комнина на власт. Тако је он, када је Мелисин подигао побуну, одбио да поведе војску против њега већ се у договору са својим сарадницима цезаром Јованом и царицом Маријом прогласио за цара. Споразумео се и са Мелисином, који му је био зет, да овај призна њега за цара, а за узврат је добио титулу цезара. Тако је Алексије дошао под Цариград у који је продро подмићивањем немачког контингента најамника, након чега је три дана и три ноћи трајала пљачка најамника који су служили победника. Коначно, на први дан Ускрса 4. априла 1081. године Алексије Комнин и званично је овенчан за цара.

### Норманска инвазија на Балкан
Непосредно пре битке код Манцикерта Нормани у јужној Италији предвођени Робертом Гвискаром су освојили Бари, последње византијско упориште на апенинском полуострву. После тоге су отпочеле припреме за прелазак на Балкан, због чега је Византија била у сталном страху од почетка инвазије, јер су Нормани почели да воде активну политичку кампању у којој су за себе придобили Михајла Војислављевића, као и неке од претендената на царски престо и самог драчког стратега.
Пошто су Византинци успели да осујете планове које су 1077. године Нормани правили са драчким стратегом, инвазија је отпочела 1081. године искрцавањем код Валоне и освајањем Драча, захваљујући неуласку српског краља Константина Бодина у битку на страни Византије, чији је вазал у то доба био. Иако су Нормани имали почетних успеха и успели да освоје Тесалију и Епир, способни Алексије I Комнин је успео да заустави њихово напредовање уз помоћ Немачке која их је напала са севера, да би касније након смрти Гвискара 1085. године без већих проблема успео да их протера са Балкана.

## Последице битке код Манцикерта
Слом код Манцикерта и унутрашње борбе које су га створиле омогућиле су Селџуцима да током само једне деценије и практично без борбе постану потпуни господари целокупне Мале Азије и да на том простору створе Румски султанат са седиштем у Никеји. Током тих десет година неповратно је уништен византијски систем стратиота и пронијара који је чинио главнину византијских снага. Након тога Византија је била приморана да се ослања на скупу и несигурну најамничку војску, што је смањило њену одбрамбену моћ и довело да њеног коначног економског и војног слома.
Пораз код Манцикерта се сматра једном од иницијалних каписли за покретање крсташких ратова, јер је турско заузеће Мале Азије и премештање престонице у Никеју 1077. године натерало Алексија Комнина да затражи од католичког Запада помоћ у одбрани и заштити хришћанства на Истоку.